# 朱佩君
朱佩君，洋名Ada（別名：OL公主），香港愛情小說作家、專欄作家。
朱佩君於1998年參加有線電視「Summer of love」徵文比賽獲得第一名，從此開始創作生涯。她先後在elady.com《伊人網》擁有散文專欄及在hongkong.com《香港網》擁有「少年腦作家」專欄，並連載互動奇情小說《愛的詛咒》。
於2002年出版首部奇情小說《愛的詛咒》，及後相繼出版多本小說。2007年為香港電台撰寫廣播劇《部落平行線》，並推出同名小說（合著）。2010年為創作歌手曹震豪填寫歌詞《靜止的回憶》，歌曲為個人小說《不要讓我的愛靜止》主題曲。至今已出版超過40本小說作品。
2009年10月，在《頭條日報》開始撰寫「真係頭條鬼故」，隔星期刊登一篇鬼故。
2011年初起，逢星期一於香港《頭條日報》撰寫「愛情Copy Book」及逢星期二撰寫「OL公主」專欄，至2015年上旬，因腰患停止暫停所有專欄，休養身體。
2015年4月開設Youtube頻道，用影片記錄生活、旅行、分享煮食等等，嘗試接觸不同媒體的創作。
2015年7月香港書展，推出文字以外的另一種創作 - 圖文書，出版全新圖文作品，一手包辦圖文創作《辦公室獅生活之笑又要返工，喊又要返工》，延續《頭條日報》「OL公主」專欄分享辦公室趣聞。
2016年12月，跟NUTZEN合作出版《公主愛下廚（1）》，分享用Nutzen的慢磨機及真空攪拌機製作出來的食譜。
2017年為香港歌手許廷鏗《痛醒》劇場版MV撰寫文案。
2018年為香港歌手菊梓喬《但願人長久》、《別再怕》、《從未說起》MV 創作故事及撰寫文案。
2020年3月開始，逢星期四在知名女性網站SHE.COM 撰寫愛情專欄。
2021年為香港歌手胡鴻鈞《一刀切》、林峯《無人問我》、吳若希《火和火柴》等MV創作故事及文案。
查找來源：（朱佩君 – 新聞、圖書 （页面存档备份，存于））

## 出版作品

### 點石堂出版社
- 《愛的詛咒》
- 《七色橋別戀》
- 《夏日營之悲傷》
- 《如果你聽到我的心聲》(李伯衡合著)

### 惜字緣出版社
- 《星辰愛的傳說》
- 《最遙遠的愛情》(李伯衡合著)

### 皇冠出版社旗下青春文化
- 《春天來的幸福泡沫》
- 《請你，愛我1200年》
- 《海豚擱淺了》
- 《女巫手中的愛情書》
- 《送你一個完美男友》
- 《好鬼浪漫1》(李伯衡合著)
- 《好鬼浪漫2》(李伯衡合著)
- 《部落戀之部落平行線》(李伯衡合著)

### 知出版
- 戀．季節限定系列 ~ 《夏日營之悲傷》復活版

### 青鳥文化
- 《不要讓我的愛靜止》

### 青椒出版
- 《好鬼浪漫1鬼魅愛情行》(李伯衡合著)
- 《好鬼浪漫2戀．靈戰》(李伯衡合著)
- 《好鬼浪漫3終極絕綠之戀》(李伯衡合著)
- 《愛情麻辣鴛鴦煲》散文 (李伯衡合著)
- 《如果你聽到我的心聲》第二版 (李伯衡合著)
- 《如果你沒有忘記我》初版 (李伯衡合著)
- 《最遙遠的愛情》第二版 (李伯衡合著)
- 《如果因為寂寞而愛我》 (李伯衡合著)
- Love Secret系列 1~《4×5吋的思念》
- Love Secret系列 2~《再見，完美女孩》
- Love Secret系列 3 ~《可不可愛我一輩子》
- Love Secret系列 4 ~《愛你的最後使命》
- Love Secret系列 5 ~《淚影中的星高街》
- Love Secret系列 6 ~《宿戀天蠍女》
- Love Secret系列 7 ~《眼淚迷你倉》
- 愛情散文集 ~ 《不再為他流一滴眼淚》

### 懸愛系列
- 《作家消失了》

### 圖文、繪本
- 《辦公室獅生活之笑又要返工，喊又要返工》
- 《獅Life私生活之回到未嫁時》

### 食譜系列 X NUTZEN
- 《公主愛下廚（1）》

## 資料來源
- Youtube - A for Ada 에이다 （页面存档备份，存于）
- IG - 朱佩君 Da Da (OL公主)
- Facebook - 朱佩君 OL公主 （页面存档备份，存于）
- 朱佩君@A for Ada （页面存档备份，存于）
- 朱佩君 - SHE.COM （页面存档备份，存于）
- 頭條日報 - 愛情CopyBook （页面存档备份，存于）